# Masticophis lateralis
Masticophis lateralis är en ormart som beskrevs av Hallowell 1853. Masticophis lateralis ingår i släktet Masticophis och familjen snokar.
Ormens utbredningsområde är i USA (Kalifornien) och Mexiko (halvön Baja California). Masticophis lateralis saknas i centrala delar av halvön. Den vistas i låglandet och i bergstrakter upp till 2250 meter över havet. Habitatet varierar mellan halvöknar, mindre gräsytor, busklandkapet Chaparral och öppna skogar med tallar och lövfällande träd. Individerna vilar i jordhålor eller bland tät växtlighet. Vanligen lägger honor sina ägg i övergivna bon av gnagare.
I begränsade områden påverkas beståndet negativt av landskapsförändringar. Hela populationen antas vara stabil. IUCN kategoriserar arten globalt som livskraftig.

## Underarter
Arten delas in i följande underarter:
- M. l. euryxanthus
- M. l. lateralis